# 中環碁聖賽
碁聖戰為台灣棋院於2008年開辦的頭銜賽，因中環公司贊助的中環盃於2012年停辦並於隔年開始改贊助碁聖戰並冠名，賽事名稱改為中環碁聖賽，屆次也重新起算，不繼承之前中環盃與碁聖戰結果。首屆賽事融合了碁聖賽與中環盃賽制，沿用碁聖分組循環的競技模式，進入本戰採單淘汰賽。

## 賽制
- 上屆冠亞軍，以及前年獎金排行前6名為種子，單敗淘汰制。
- 冠亞軍賽：三戰兩勝制。
- 棋規：採比目法規則，黑先貼還六目半。
- 用時：每人各用時2小時，最後3分鐘讀秒，60秒3次。冠亞軍賽：每人各用時3小時，最後5分鐘讀秒，60秒5次。

## 獎金（對局費）
- 非十六強之戰：每局每人對局費勝者3,000元、負者2,000元。
- 十六強之戰：每局每人對局費勝者6,000元、負者4,000元。
- 八強之戰：每局每人對局費勝者15,000元、負者10,000元。
- 四強之戰：每局每人對局費勝者30,000元、負者20,000元。
- 冠亞軍之戰：無對局費，冠軍40萬元，亞軍20萬元。

## 歷屆碁聖
| 期         | 年份   | 碁聖        | 比分   | 亞軍        | 勝負表 | 備註                   |
| 碁聖戰     | 碁聖戰 | 碁聖戰      | 碁聖戰 | 碁聖戰      | 碁聖戰 | 碁聖戰                 |
| ---------- | ------ | ----------- | ------ | ----------- | ------ | ---------------------- |
| 1          | 2008年 | 林至涵 八段 | 2:1    | 陳詩淵 七段 | ●○○    |                        |
| 2          | 2009年 | 林書陽 五段 | 2:1    | 蕭正浩 六段 | ●○○    |                        |
| 3          | 2010年 | 陳詩淵 八段 | 2:0    | 王元均 三段 | ○○     |                        |
| 4          | 2011年 | 林至涵 八段 | 2:1    | 周俊勳 九段 | ●○○    |                        |
| 5          | 2012年 | 蕭正浩 八段 | 2:0    | 林君諺 五段 | ○○     |                        |
| 中環碁聖戰 |        |             |        |             |        |                        |
| 1          | 2013年 | 林立祥 五段 | 2:0    | 王元均 五段 | ○○     | 林立祥職業生涯首座冠軍 |
| 2          | 2014年 | 陳詩淵 九段 | 2:1    | 林立祥 六段 | ●○○    |                        |
| 3          | 2015年 | 陳詩淵 碁聖 | 2:0    | 王元均 七段 | ○○     | 陳詩淵二連霸           |
| 4          | 2016年 | 王元均 八段 | 2:1    | 林立祥 七段 | ○●○    |                        |
| 5          | 2017年 | 許皓鋐 四段 | 2:1    | 林君諺 七段 | ●○○    |                        |
| 6          | 2018年 | 林士勛 六段 | 2:0    | 許皓鋐 六段 | ○○     |                        |
| 7          | 2019年 | 許皓鋐 六段 | 2:0    | 簡靖庭 四段 | ○○     |                        |
| 8          | 2020年 | 許皓鋐 碁聖 | 2:1    | 林君諺 八段 | ○●○    | 許皓鋐二連霸           |
| 9          | 2021年 | 王元均 天元 | 2:1    | 陳祈睿 七段 | ○●○    |                        |
| 10         | 2022年 | 賴均輔 八段 | 2:0    | 林立祥 九段 | ○○     |                        |
| 11         | 2023年 | 許皓鋐 九段 | 2:1    | 賴均輔 八段 | ○●○    |                        |

## 賽事沿革
- 2008年第一屆碁聖戰
  - 2008年開辦。是台灣棋院繼當時三大頭銜棋戰（天元，王座，國手）後開辦的第四個頭銜棋戰。
  - 賽制：決賽：三番勝負。 
    - 本賽：１６強單淘汰賽制。
    - 預賽：八組循環賽，各組取前二名晉級本賽。
    - 棋規：採比目法規則，黑先貼還六目半。
    - 用時：預選賽每人兩小時，最後三分鐘讀秒。本賽用時三小時，最後五分鐘讀秒。

  - 獎金（對局費）：冠軍獎金：２０萬元；亞軍獎金：１０萬元。四強戰：對局費１．７萬元。八強：對局費１．１萬元，１６強：對局費７千元，預賽：對局費４千元，加賽時每人對局費2千元。
- 2009年第二屆碁聖戰
  - 賽制：與第一屆相同。
  - 獎金（對局費）：冠軍獎金：２０萬元；亞軍獎金：８萬元。四強戰：對局費１．７萬元。八強：對局費１．１萬元，１６強：對局費７千元，預賽：對局費２千元。
- 2010年第三屆碁聖戰
  - 賽制：與第一屆相同。
  - 獎金（對局費）：冠軍獎金：２０萬元；亞軍獎金：８萬元。四強戰：無資料。八強：對局費８千元，１６強：對局費５千元，預賽：勝者對局費３千元、敗者１千元。
- 2020年第八屆碁聖戰
  - 賽制：上屆冠亞軍，以及前年獎金排行前6名為種子。

## 外部連結
- Board19 | 圍棋 News（页面存档备份，存于）
- 台灣棋院（页面存档备份，存于）